# Hamasaki Yohei
Yohei Hamasaki (sinh ngày 6 tháng 7 năm 1987) là một cầu thủ bóng đá người Nhật Bản.

## Sự nghiệp câu lạc bộ
Yohei Hamasaki đã từng chơi cho Shonan Bellmare.